# ガイ・ベリーマン
ガイ・ベリーマン（Guy Berryman、1978年4月12日 - ）はロックバンド、コールドプレイでベースギターを担当するミュージシャン。

## 来歴
- スコットランドで生まれる。
- 6歳ごろにスティーヴィー・ワンダーの「マイ・シェリー・アモール」を聴いたことがきっかけでソウルミュージックやファンク、モータウン、スタックス・レコードのファンになる[1]。
- 12歳のときに家族とともにイングランド・ケント州に移る。
- 13歳のときにベースギターを始める。スクールバンドではトランペットやドラムを演奏していた。Time Out というバンドを結成しジェネシスのカバーなどを演奏していた。
- 機械工学を学ぶためユニヴァーシティ・カレッジ・ロンドンに入学し、コールドプレイのバンドメンバーとなるクリス・マーティン、ジョニー・バックランド、ウィル・チャンピオンの3人と出会う。
- 機械工学から建築学に専攻を変えたが、バンドの活動に集中するためにメンバーの中で1人だけ大学を卒業せずに中退した。退学後は家賃を払うためにバーで働いていた。
- 1999年、メジャーデビュー。現在までコールドプレイのベーシストとして活躍する。
- 2008年、a-haのマグネ・フルホルメン、ミューのヨーナスらと共に多国籍バンドApparatjikを結成した。

## ベリーマンが影響を受けたミュージシャン
ベリーマンが影響を受けたミュージシャンはロックからファンク、ジャズまでと幅広い。
- ジェームス・ブラウン
- ビートルズ
- クール・アンド・ザ・ギャング
- ピンク・フロイド
- ファンク・ブラザーズ
- メイシオ・パーカー
- ザ・ジェイ・ビーズ

他多数のミュージシャン。

## 人物・エピソード
- おとなしい性格でありインタビューではあまりしゃべろうとしない。クリスは、「ガイは傍から見ると不機嫌に見えるかもしれないけれど、ただ物静かなだけなんだ」と話している。
- 2021年のインタビューでは、マーヴィン・ゲイの「悲しいうわさ」を一番好きな曲に挙げている。
- 左利きであるが、右用のベースギターをプレイしている。
- ベリーマンの父はエンジニアであり、英仏海峡トンネルの工事に従事していた。母方の家族は工場のオーナーだった。
- プライベートではクラシックカーの収集をはじめ、ファッションや写真、デザイン、アート、アンティークなどの創作活動にも情熱を向けている。
- 父親の影響で自動車の愛好家となった[2]。1950年代から70年代のヨーロッパの珍しいスポーツカーを収集している。エンジニアリングやコンセプトに興味があり、大学で行った研究を生かして車のレストアにも深く関わっている[3]。2019年には、自動車メディア「ロードラット（The Road Rat）」[4]を設立した。
- ファッションの愛好家でもある。1940年代から70年代までの軍服をコレクションしている[5]。「巧みに作られ、時代を超越し、単なるファッションではないもの」「サステナブルで、使っていくうちに、だんだん見栄えがよくなるもの」が好きだと語っている。2020年には、ファッションブランド「アプライド アート フォームズ（Applied Art Forms）」[6]を設立した。
- 2004年にロンドンで洋服店を経営する女性と結婚し、2006年に娘が生まれた。2007年の離婚後も2人とは頻繁に会っている。
- メンバーで一番の親日家とのこと。デビュー前の18歳のころにバックパッカーで、日本各地を訪れたことがあるからとても思い入れがあると語っている[7]。2022年に日本を訪ねたときには、ヴィンテージショップ巡りを楽しんだ。
- アメリカン・コミックであるキャプテン・アメリカの大ファン。また、スペースインベーダーも大好きとのこと。
- サッカークラブのレイス・ローヴァーズFCのファン。